# Dogger (visserstuig)
Een dogger is een in onbruik geraakt type vistuig. 
De dogger bestond uit een ronde houten klos, ca 20 cm lang en ca. 5 cm dik, in opvallende kleur geschilderd (bijvoorbeeld wit). Een lijn van enkele meters lang van vrij dun touw was aan de klos verbonden en was daarop gewikkeld, met een vishaak met aas aan het eind van de lijn. De lijn werd op korte afstand (tot een halve meter) van de haak losjes vastgezet op de klos. De doggers, aldus voorbereid, werden langs een rietkant in het water gelegd. Een dag later werden de doggers, met de vissen die eventueel in het aas hadden gehapt, opgehaald; deze waren zichtbaar in het water door de opvallende kleur. Omdat de doggers vrij drijvend waren werden zij gebruikt in afgesloten plassen of andere afgesloten wateren.